# A.K. Chesterton
Arthur Kenneth Chesterton, född 1 maj 1899 i Krugersdorp, död 16 augusti 1973 i London, var brittisk högerextrem politiker och journalist.
Han var kusin till författaren G.K. Chesterton och själv författare till flera böcker, som framför allt fördömer upplösningen av det Brittiska imperiet. Han är mest känd för att ha bidragit till National Fronts bildande i mitten av 1960-talet. Under mellankrigstiden var han en anhängare av Oswald Mosleys tankar och idéer men lämnade denna redan innan krigsutbrottet. Han skrev ett flertal böcker inom högerextrem idéteori, bland annat Why I Left Mosley (1938) och The New Unhappy Lords (1965) varav den senare får sägas ha haft störst genomslag. Han var ledare för brittiska National Front under en kort period 1967–1970.